# Romance de Eneas

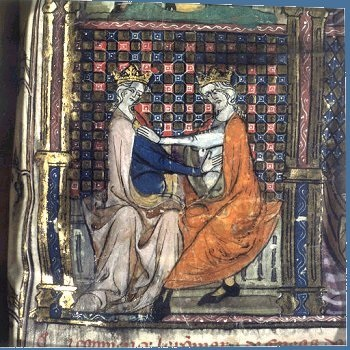
Miniatura del Romance de Eneas, ms. 60 de la BnF, f. 148r

El Romance de Eneas (en francés, Roman d’Énéas) es una obra literaria medieval francesa, un romance escrito en francés antiguo por un clérigo anónimo, estimándose la fecha del primer manuscrito en el año 1160. Se considera este texto como uno de los romances más antiguos de Francia (o el más antiguo dependiendo de la definición que se dé al concepto «roman»). 
La obra es una adaptación de la Eneida, la obra del poeta latino clásico Virgilio, aunque además de reelaborar de manera bastante fiel la obra original introduce algunos temas ausentes en el original, entre los que se han destacado: 
- la importancia que concede al relato del amor entre Eneas y Lavinia, opuesto al de Dido, y ausente en la obra virgiliana. Esta importancia puede deberse a la voluntad del poeta de resaltar que sólo un amor consentido por dioses y progenitores garantiza la armonía en el seno de un linaje destinado a fundar una ciudad eterna;

- el desarrollo, al hilo de esta relación, de un discurso amoroso muy inspirado en Ovidio, en el que el amor es presentado como una enfermedad. La descripción del amor aparece redoblada gracias a los numerosos diálogos, monólogos e interrogaciones sobre su naturaleza;

- la proliferación de descripciones, concebidas como digresiones más o menos didácticas, característica ésta que comparte con otras novelas medievales de la materia de Roma, como el romance de Tebas.

- el estilo, como ha señalado Erich Auerbach sustituye el sermo sublimis del original, por un sermo medio, un estilo más cotidiano destinado a un público no necesariamente cultivado;

- en general, la obra es profundamente medieval en cuanto a sus temas y preocupaciones: Cartago es presentada como una ciudad medieval, Eneas como un señor feudal, etc.